# Милош Пантовић (фудбалер, 1996)
Милош Пантовић (Минхен, 7. јул 1996) је српски фудбалер.

## Каријера
Прво је почео да игра за минхенске клубови СВ Хелијос-Даглфинг и Рот-Вајс Оберфоринг. Током 2007. године је прешао у млађе категорије Бајерн Минхена. Од сезоне 2014/15. је почео да наступа за другу екипу Бајерна. Са другом екипом Бајерна је играо Регионалну лигу Бајерна, четврти ранг такмичења у Немачкој.
Пошто Пеп Гвардиола на утакмици против Вердера није могао на рачуна на 13 играча који су били повређени, он је позвао Пантовића у прву екипу Бајерна. Пантовић је тако 17. октобра 2015, против Вердера, дебитовао за прву екипу Бајерна и одиграо своју прву утакмицу у Бундеслиги када је ушао у надокнади времена уместо Артура Видала. Он је тако постао први српски фудбалер који је заиграо за Бајерн још од сезоне 1989/90. када је за овај клуб наступао Радмило Михајловић. То је уједно и био једини Пантовићев наступ за Бајернов први тим.
У мају 2018. године је напустио Бајерн и потписао уговор са немачким друголигашем Бохумом. Три сезоне је играо са Бохумом у другој лиги након чега је у такмичарској 2020/21. клуб изборио пласман у Бундеслигу. Пантовић је за Бохум у такмичарској 2021/22. на 28 одиграних мечева у Бундеслиги постигао четири гола. По завршетку ове сезоне му је истекао уговор са Бохумом након чега је као слободан играч потписао за другог бундеслигаша -  Унион Берлин. У августу 2023. напустио је Унион Берлин и потписао за белгијског прволигаша Епен.
Дана 17. новембра 2015. је дебитовао за фудбалску репрезентацију Србије до 21 године у квалификацијама за Европско првенство против Словеније.

## Трофеји

### Бајерн Минхен
- Бундеслига Немачке (1) : 2015/16 .
- Суперкуп Немачке (1) : 2017.

### Бохум
- 2. Бундеслига Немачке (1) : 2020/21.